# Jorge Monasterio
Jorge Luis Monasterio Melgar (Trinidad, 8 de mayo de 1968) es un exfutbolista boliviano que se desempeñó como lateral derecho. Jugó en Oriente Petrolero, San José y Stormers de Bolivia así como en la Selección Boliviana.

## Trayectoria
- Se forma en la escuela de fútbol Trinidad (Bolivia) desde los 9 hasta los 17 años.

- En 1986 debuta en segunda división en Naval Mamoré (Bolivia).

- En 1987 es llamado a la Selección Boliviana para el torneo Juventud de América en Colombia.

- En 1987 pasa a Oriente Petrolero (Bolivia) y debuta en primera división el 19 de  septiembre contra San José de Oruro (Bolivia), ganando por 9 a 0.

- En 1988, juega la Copa Libertadores contra Olimpia y Cerro porteño (Paraguay) en primera fase, contra Colo Colo (Chile) en segunda fase y contra América de Cali (Colombia) en tercera fase.

- En 1989, juega  nuevamente la Copa Libertadores contra los equipos Barcelona y Emelec (Ecuador).

- En 1990 sale campeón nacional con Oriente Petrolero.[2]

- En 1991 es llamado a la Selección Boliviana donde juega 5 partidos amistosos antes de la Copa América Chile 1991. Una lesión de aductor le impide participar en esa Copa América.

- En 1991, juega su tercera Copa Libertadores contra los equipos River Plate y Boca Juniors (Argentina).

- En 1993, es llamado nuevamente a la Selección Boliviana para jugar la Copa Nehru en la India, en donde juega 5 partidos.
- En 1993, sufre una rotura del tendón de Aquiles de la pierna derecha, lo que lo mantiene fuera de las canchas hasta 1995 y le impide ir al Mundial 1994.

- En 1995, pasa a San José de Oruro (Bolivia)  donde sale campeón.

- En 1996 pasa a Stormers de Sucre (Bolivia).

- En 1997 retorna a Oriente Petrolero (Bolivia).

- Se retira a fines de 1997.[3]

## Clubes
| Club              | País    | Año         |
| ----------------- | ------- | ----------- |
| Naval Mamoré      | Bolivia | 1986        |
| Oriente Petrolero | Bolivia | 1987 - 1994 |
| San José          | Bolivia | 1995        |
| Stormers          | Bolivia | 1996        |
| Atlético Pompeya  | Bolivia | 1997        |
| Oriente Petrolero | Bolivia | 1997        |

## Palmarés

### Título nacionales
| Título           | Club              | País    | Año  |
| ---------------- | ----------------- | ------- | ---- |
| Primera División | Oriente Petrolero | Bolivia | 1990 |
| Primera División | San José          | Bolivia | 1995 |